# Rakouská armáda
Rakouská armáda (německy Österreichisches Bundesheer) je armáda Rakouské republiky. Podle čl. 79 odst. 1 federálního ústavního zákona odpovídá za vojenskou obranu země a má být zřízena podle zásad systému domobrany. Ozbrojené síly mají kolem 14 000 profesionálních vojáků – z toho 672 žen, a také asi 25 000 vojáků milice. Zaměstnává také asi 8000 civilních zaměstnanců. Kromě toho je v rámci šestiměsíční vojenské služby (od roku 2020) každoročně vycvičeno přibližně 18 000 branců. Vybavení zahrnuje přibližně 8 000 vozidel (včetně přibližně 700 tanků), přibližně 110 letadel a nejméně 80 plavidel.
Nejvyšším velitelem spolkové armády je spolkový prezident. Kompetentní velení přísluší spolkovému ministrovi. Současnou federální ministryní obrany je Klaudia Tannerová. Náčelníkem generálního štábu je generál Rudolf Striedinger.
Od roku 1955 armáda provedla několik vojenských operací na přímou ochranu hranic (Maďarsko 1956, Československo 1968, Jugoslávie 1991). Armáda je zapojena do zahraničních misí pod mandátem OSN od roku 1960 a od roku 1995 je členem NATO Partnerství pro mír.
V éře vesmírné obrany dosáhla armáda personálního vrcholu v roce 1987 se 14 vyššími velitelstvími, 7 velitelstvími brigád, 34 pluky, 158 prapory a 943 jednotkami. Za účelem přizpůsobení ozbrojených sil požadavkům příštích let zřídil tehdejší spolkový ministr Günther Platter reformní komisi, jejíž zpráva byla ministrovi předána v polovině června 2004. Kvůli nedostatku financí však byla reforma armády realizována jen částečně.
Uprchlická krize v Evropě z roku 2015 na druhou stranu vedla k přehodnocení politiky, takže ministr obrany Hans Peter Doskozil mohl představit reformu armády z roku 2016, která by měla vést k masivnímu nárůstu jednotek kádrové přítomnosti a k reorganizaci armády.
Současná struktura armády vstoupila v platnost v roce 2019.

## Historie armády
Bundesheer byl vytvořen z ozbrojených sil Rakousko-uherské monarchie.

### Federální armáda 1920–1938
V letech 1920 až 1934 byla federální armáda vojenskou silou První Rakouské republiky a poté až do roku 1938 armádou spolkového státu Rakousko, neoficiálně též korporativního státu. Federální armáda byla po „anšlusu“ začleněna do Wehrmachtu, kde posílily zejména horské jednotky.

### Léta 1945–1955
Po skončení nacionálně socialistické diktatury nemělo Rakousko zpočátku vlastní armádu, protože zemi okupovaly spojenecké síly. Již 27. dubna 1945 však byl armádní úřad zřízen Rennerovou vládou ve státní kanceláři pod Rennerem samotným a pod vedením sociálnědemokratického státního náměstka podplukovníka Franze Winterera. Armádní úřad měl na jedné straně demobilizovat německý wehrmacht na rakouském území, ale na druhé straně měl také provést prvotní přípravy na zřízení vlastních ozbrojených sil republiky.
V následujících měsících byla kancelář, která sídlila v bývalém vojenském kasinu na vídeňském Schwarzenbergplatzu, patřičně rozšířena. Winterer byl povýšen na generálmajora radou kabinetu 19. září 1945. V listopadu byl zvolen do první Národní rady Druhé republiky. 30. listopadu však spojenecká rada rozhodla o rozpuštění armádního úřadu. Generálmajor Winterer opustil úřad 20. prosince, ale zůstal členem parlamentu až do roku 1949. Agendy zajateckého systému přešly pod federální ministerstvo vnitra.

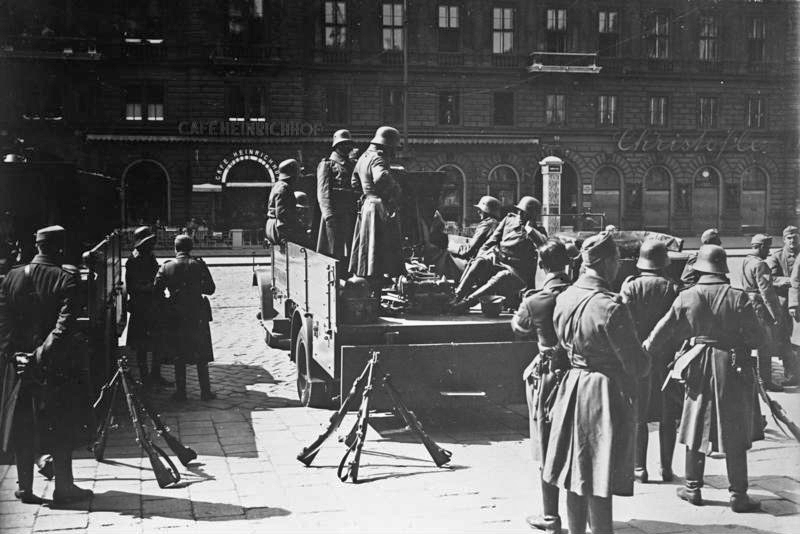
Rakouští vojáci v Rakouské občanské válce

### Státní smlouva a vlastní obrana
Vzhledem k tomu, že během studené války se zrušení spojenecké okupace dalo očekávat pouze v případě, že by se republika mohla bránit, vláda i nadále tuto možnost zajišťovala. Rakouští politici krátce po skončení války doufali, že státní smlouva se spojenci bude rychle uzavřena. Začátkem roku 1947 proto kancléř Leopold Figl jednal s posledním rakouským náčelníkem generálního štábu před „anšlusem“ Alfredem Jansou o nové federální armádě, v jejímž čele by měl podle ÖVP Jansa stát, a nechal ho vypracovat vojenskou koncepci.
Státní smlouva však byla podepsána až 15. května 1955 poté, co vládní delegace v dubnu v Moskvě přislíbila neutralitu země. Ve federálním ústavním zákoně o trvalé neutralitě z 26. října 1955 byl dodržen slib daný Sovětskému svazu a byla stanovena nezávislá vojenská bezpečnost země.
Článek 12 vojenských a leteckých ustanovení státní smlouvy stanovil zákaz přijetí do nové federální armády důstojníků, kteří měli v německém Wehrmachtu hodnost plukovníka nebo vyšší (tzv. „plukovník paragraf“). Tato ustanovení také obsahovala četná omezení týkající se zejména speciálních zbraní, z nichž většina byla federální vládou prohlášena za zastaralé na počátku 90. let po rozpadu Sovětského svazu, který měl o tato omezení zájem. Je třeba také zmínit, že 16 důstojníků, na které se vztahovala ustanovení „Nejvyššího paragrafu“, bylo přesto do armády přijato.

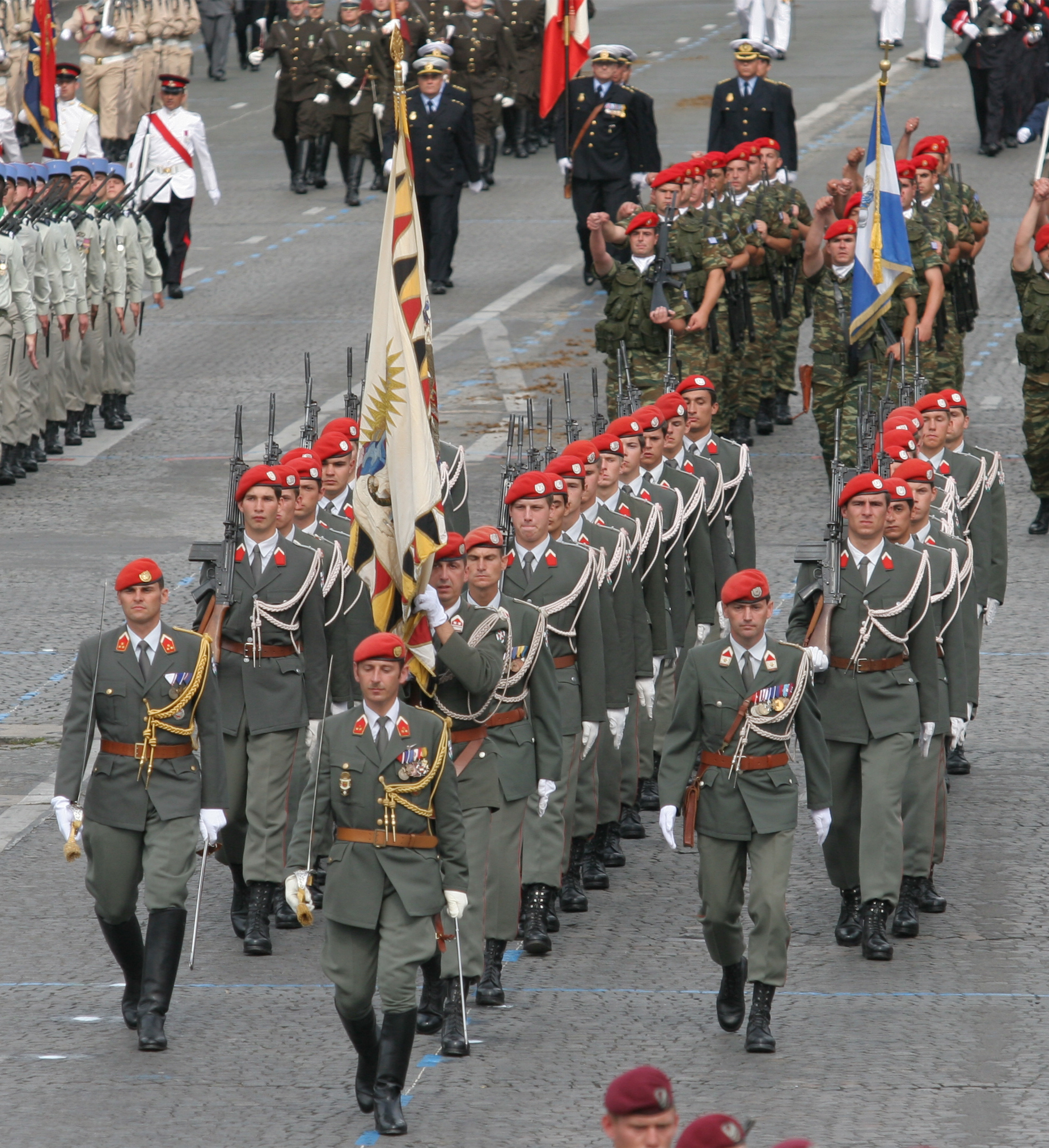
Rakouská vojenská přehlídka

### B četnictvo 1952–1955
B-Gendarmerie byla zřízena jako první ozbrojená síla 1. srpna 1952 a byla pověřena bývalými válečnými důstojníky vedením a přímo podřízenou federálnímu ministerstvu vnitra. Za správu odpovídalo příslušné státní četnické velitelství. 28. října 1953 bylo na ministerstvu vnitra vytvořeno samostatné oddělení pro B-četnictvo, které je oddělilo od civilního federálního četnictva. Na konci roku 1953 tvořilo B-Gendarmerie asi 4100 mužů. Výsledkem bylo do roku 1955 celkem deset četnických škol.
V roce 1954 nebyly úkoly B-Gendarmerie oficiálně zmiňovány pouze jako ochrana hranic a boj s nepokoji, ale také při přírodních katastrofách a taktických operacích v případě poplachu, což znamenalo skutečné válečné operace.
15. května 1955 existence této organizace umožnila poměrně rychle zřídit novou federální armádu. Poslední nasazení B-Gendarmerie jako takové se uskutečnilo den po podpisu smlouvy formou „přehlídky osvobození“ v linecké čtvrti Ebelsberg. 8. července 1955 spojenci zakázali vojenskou činnost; konec B-Gendarmerie lze stanovit na 27. července 1955, kdy vstoupila v platnost Státní smlouva, kdy byla přejmenována na Prozatímní oddělení ochrany hranic. 6000 bývalých B-četníků vytvořilo kádr nově vytvořené armády.

### Od znovuzaložení v roce 1955 až po éru vesmírné obrany od roku 1968

#### 1956: Zabezpečení hranic pro maďarské povstání
Na podzim 1956 musela nová armáda u příležitosti maďarského povstání zajistit z pověření spolkové vlády východní hranici Rakouska s Maďarskem, kde po invazi Sovětské armády zuřily od 4. do 15. listopadu těžké boje.
Do 13. listopadu bylo přímo na státní hranici dosaženo síly 2740 vojáků. Zabezpečení hranic také přineslo první úspěšné nasazení armádní zpravodajské skupiny, která se později stala armádním zpravodajským úřadem.

#### Rozkaz střílet na hranici
Ministr zahraničí Leopold Figl prohlásil 26. října 1956 Sovětskému svazu, že Rakousko přijalo veškerá opatření k ochraně své neutrality a svého území. To zahrnovalo rozkaz armádě střílet na ozbrojené vojáky překračující hranice. To mělo dát maďarským jednotkám podporujícím revoluci jasně najevo, že využití rakouského území k obraně revoluce nebude tolerováno. Sovětský svaz měl dostat signál, aby v případě vojenské intervence v Maďarsku (která začala 4. listopadu) neuvažoval o invazi do východního Rakouska (pronásledování případných prchajících maďarských jednotek). Zabezpečení hranic proto bylo nejdůležitější součástí vojenské koncepce. Od 27. října přibyly hraniční přechody, poté byla zřízena zóna s omezením a označena červeno-bílo-červenými prapory.

#### Odolnost vůči invazi
V případě sovětské invaze armáda vytvořila tři skupiny: Skupina I měla za úkol bojovat ve směru na Vídeň a vyhodit do povětří dunajské mosty. Skupina II měla bojovat v oblasti Klagenfurtu a vydržet tam. Skupina III měla za úkol utěsnit Salcburk na Enns (hranice sovětské okupační zóny do roku 1955).

#### Incidenty
Sovětský svaz tvrdil, že Rakousko přineslo do Maďarska zbraně pod rouškou dodávek pomoci. Vídeň byla „ohni“ a Salcburk „centrem“ maďarské emigrace a Rakousko tím porušilo svou neutralitu. Jako svědci byli předvoláni rakouští novináři, jmenovitě členové komunistického deníku „Volksstimme“. Tento ústřední orgán rakouské komunistické strany tiskl mnoho sovětské propagandy a noviny byly nakonec zabaveny vládou; státní zastupitelství ve Vídni vzneslo obvinění z pobuřování a velezrady.

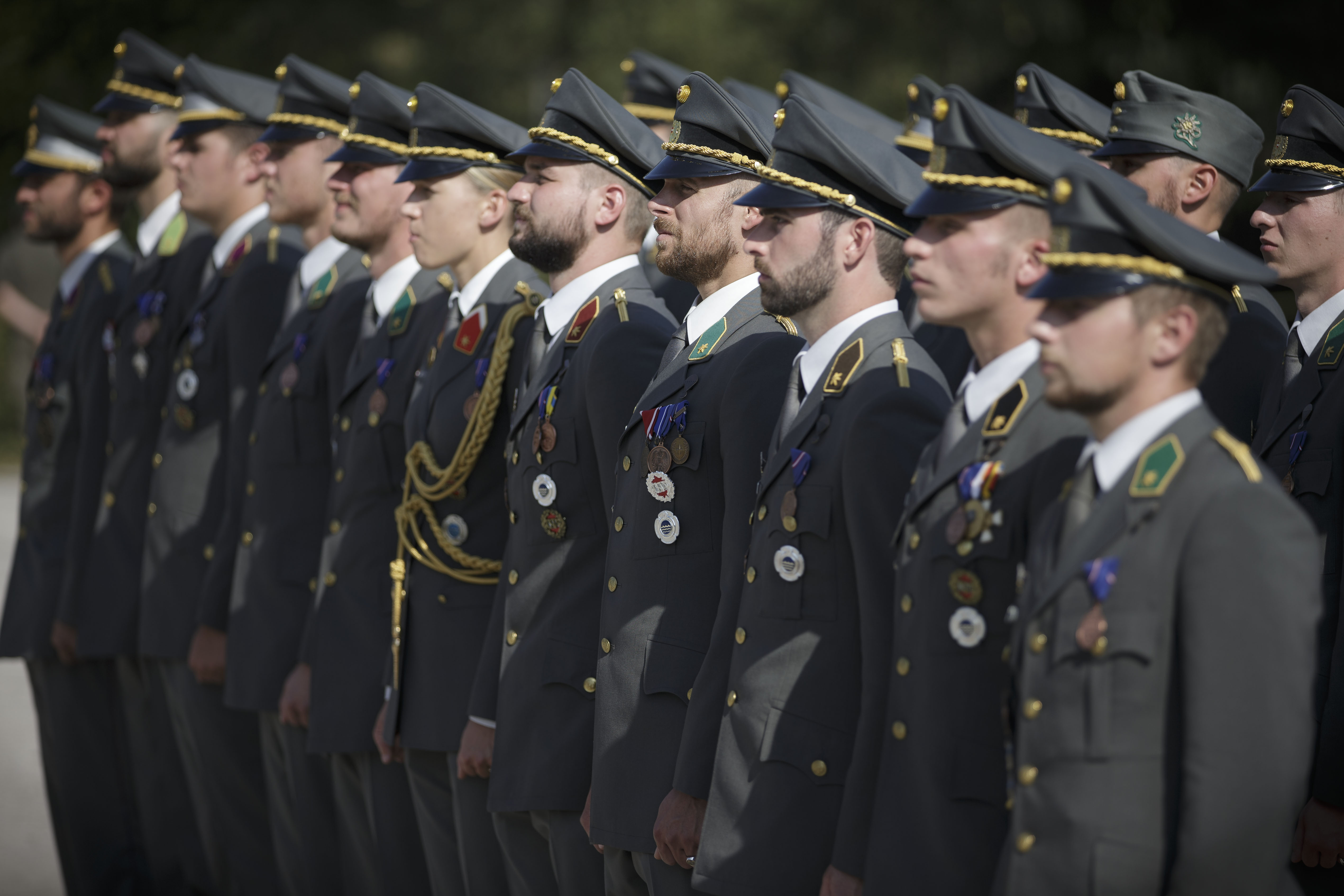
Poručíci Rakouské armády

Rakouská opatření v pohraničí Sověti respektovali. Sovětské jednotky zpravidla nikdy nepostoupily blíže než kilometr k rakouskému hraničnímu pásu. Došlo však k chybnému narušení vzdušného prostoru sovětskými letadly. Letáky určené pro maďarské obyvatelstvo byly shozeny nad Gleisdorfem, 70 km od maďarských hranic. V Szentgotthárdu Sověti umístili na hranici reproduktory a požádali pracovníky maďarské továrny na hedvábí, kteří uprchli do Rakouska, aby se vrátili.
Armáda podporovala vykládání humanitárních zásob na vídeňském letišti a zřídila uprchlické tábory pro civilisty v Klessheimu a ve Vídni. Maďarští vojáci, kteří uprchli do Rakouska, byli odzbrojeni a v souladu s Haagskou úmluvou o pozemním válčení ubytováni ve sběrnách pro internované osoby.
23. listopadu byl vydán rozkaz ke snížení sil. Téhož dne u Rechnitz vstoupili na rakouské území tři sovětští vojáci. Jeden voják byl zastřelen, jeden zatčen, třetímu se podařilo uprchnout. Ke zklidnění a ochraně obyvatelstva byla nasazena četa 2. pěšího praporu. 13. prosince překročil jediný sovětský voják rakouské hranice poblíž Andau, ale brzy se stáhl.
24. prosince byl Feldjägerbataillon 13 poslední jednotkou, která byla poslána zpět do jejich domovských kasáren. Poté, co maďarská pohraniční stráž pronásledovala skupinu uprchlíků poblíž Nikitsche na rakouském území a odvezla je zpět do Maďarska,
V lednu 1957 odcestovala delegace starostů do Vídně za ministrem obrany Ferdinandem Grafem, aby požadoval vojáky pro pohraničí. Na podporu celní stráže byly poté nasazeny jednotky. Pohraniční operace byla oficiálně ukončena až 23. dubna 1957.

#### Roky vývoje
V roce 1958 byla v Enns zřízena armádní poddůstojnická škola, která od 13. ledna 1959 sloužila jako výcvikové středisko pro všechny poddůstojníky v ozbrojených silách. Také v roce 1958 byla na zámku ve Wiener Neustadt znovu otevřena Tereziánská vojenská akademii, dnes jediné školicí středisko pro důstojníky spolkové armády.
Mise OSN v Demokratické republice Kongo začala 11. prosince 1960 a trvala do 18. září 1963. Byla to první zahraniční mise armády. V roce 1962 byli jmenováni první záložní důstojníci. Roky 1963 až 1966 byly poznamenány katastrofickými operacemi, mimo jiné v oblasti zemětřesení ve Skopje a v záplavových oblastech v Korutanech, Východním Tyrolsku, Salcburku, Tyrolsku a Štýrsku.
Spolkový ministr Georg Prader nařídil 26. října 1966 znovuzavedení tradice v armádě. Od 13. července do 30. prosince 1967 rozmístila federální armáda na hranici s Itálií pohraniční stráž, aby zabránila teroristickým útokům ze strany Výboru pro osvobození Jižního Tyrolska.

### 1968 až 1989 – Éra prostorové obrany
Koncepce prostorové obrany počítala s bojem a silnou obranou klíčových zón, které byly navíc chráněny tisíci „pevných instalací“ (bunkry), připravenými bariérami, polními bariérami, výbušninami, tábory Landwehru atd. a silnými jednotkami. Klíčové zóny a bariéry byly většinou v Alpách, tedy v oblastech, které se snáze bránily a byly namířeny především proti Varšavské smlouvě a v Tyrolsku především proti NATO z Německa a Itálie.
Federální vláda se měla stáhnout do základní místnosti. Mimo klíčové zóny se nacházely tzv. zóny vesmírné bezpečnosti, ve kterých měl případný útočník (kterým podle tehdejšího plánování bylo NATO nebo Varšavská smlouva nebo Jugoslávie) zaplatit co nejvyšší vstupní cenu. Silná obrana mimo klíčové zóny přímo od státní hranice byla plánována pro operaci Jugoslávie, která se pak v oslabené podobě stala v roce 1991.

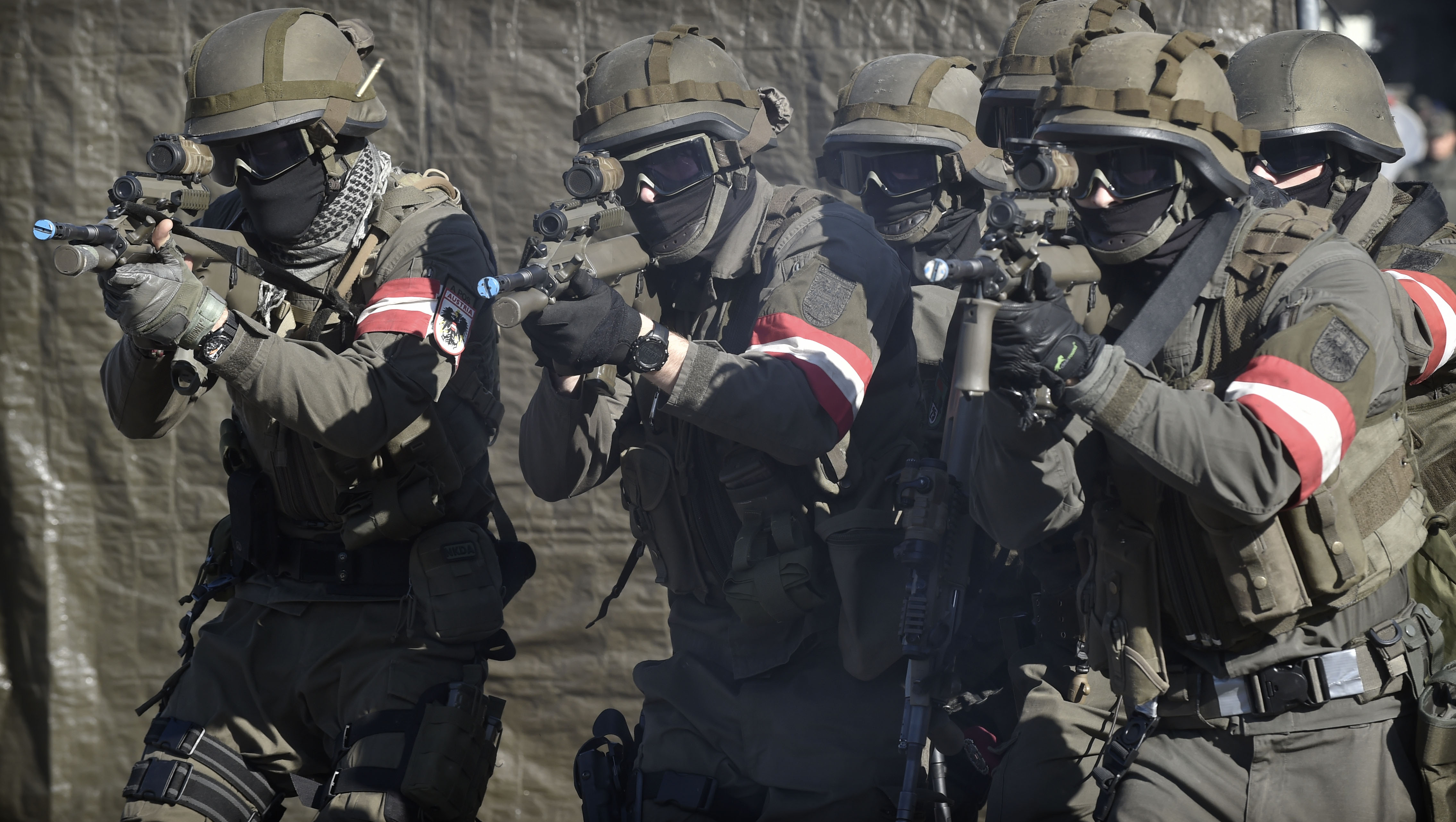
Vojáci mysliveckého praporu během bojové ukázky

Jak je patrné z mezitím zveřejněných dokumentů bývalých potenciálních protivníků, koncepce prostorové obrany se „bála“ zahraničí. Tak plánované z. Například maďarská armáda používá 50 až 70 děl a minometů, 10 až 15 tanků a 15 až 20 děl (v přímé palbě) na kilometr pro lehce chráněnou bezpečnostní zónu. Při takovém nasazení sil by rychlost postupu v rámci zóny zabezpečení oblasti byla 2,5 až 3 km za hodinu. V té době se Maďaři neviděli vybaveni na postup v klíčových zónách. Invazi NATO z Itálie bylo možné účinně zabránit díky zátarasům a plánům demolice připraveným v údolích. Kritici však pochybovali, že by existovala skutečná možnost obrany s ohledem na možné použití jaderných zbraní protivníkem.
Různé scénáře byly nacvičovány ve velkých prostorových obranných cvičeních. Špioni byli několikrát zatčeni; 1979 také jeden ze Švýcarska.
Armáda, která byla organizována do pravidelných pluků Landwehru, měla velmi vysoký podíl dobře vycvičených milicí (plánováno 300 000 mužů). Stejně jako v sousedním Švýcarsku měli domobranci z vorarlberského Jagdkampfbataillonu (JaKB) 911 dokonce doma útočné pušky s municí. Plánovalo se rozšíření tohoto nařízení na další jednotky v západním Rakousku, ale z důvodu konce studené války již nebylo realizováno. S rozpadem Varšavské smlouvy byl zastaralý i koncept prostorové obrany. Od roku 1992 proto byly hlavní pluky Landwehru reorganizovány na pluky myslivecké a štábní a došlo k výraznému snížení počtu personálu.
1. ledna 1968 byl na Kolomannsbergu uveden do provozu vojenský systém sledování vzdušného prostoru Goldhaube. Národní rada přijala 14. března zákon o branné moci, který umožňuje federálnímu ministerstvu obrany žádat v případě ohrožení civilní motorová vozidla, lodě, letadla a stavební stroje. 21. srpna byla u příležitosti intervence Varšavské smlouvy v Československu (Pražské jaro) částečně poplachována federální armáda a zvýšena ostraha podél československé hranice.
1. ledna 1971 byl zaveden nový rakouský vojenský trestní zákoník, který zrušil všechna předchozí ustanovení, z nichž některá ještě vycházela z vojenského trestního zákoníku z roku 1855.
Mise OSN na Kypru začala 24. března 1972 a skončila 18. června 2001. Mise OSN na Golanských výšinách začala 26. října 1973 a trvala do června 2013. 25. června 1974 zemřeli čtyři rakouští vojáci při výbuchu protitankové miny, když hledali v Sýrii sestřeleného izraelského pilota. Oběti velitele čety Hanse Hofera (30), desátníka Helmuta Sturma (21), rekruta (vojáka) Waltera Neuhausera (27) a rekruta (vojáka) Aliji Volodera (20) byly prvními mrtvými, které Rakousko zabilo v rámci mise OSN. 14. srpna 1974 byli při tureckém náletu na Kypr zabiti tři rakouští vojáci: Oberleutnant Johann Izay (26), seržant Paul Decombe (33) a desátník August Isak (25).
13. prosince 1975 byl představen bojový stejnokroj 75, který nahradil předchozí uniformy. Od května do prosince 1976 prováděly ozbrojené síly pomocné operace v oblasti zemětřesení ve Friuli (Itálie), jakož i průkopnické asistenční operace po kolapsu a při přestavbě Reichsbrücke ve Vídni. V roce 1978 byla útočná puška 58 nahrazena útočnou puškou 77, dnešní standardní pěchotní zbraní německé armády. Přesto bylo mnoho jednotek až do poloviny 80. let cvičeno hlavně na StG 58.

Prapor užívaný Rakouskou armádou

V prosinci 1980 se armáda podílela na záchranných opatřeních pro oběti zemětřesení v jižní Itálii (oblast Avellino). V prosinci 1988 rakouské síly NBC pomohly po zemětřesení Spitak v Arménii. To byl důvod k založení AFDRU.
V květnu 1989 proběhl v armádě první výběr a výcvik rakouských kosmonautů, známých také jako „astronauti“.

### Ozbrojené síly od roku 1990
V srpnu 1990 byla založena rakouská jednotka pro pomoc při katastrofách (AFDRU). V září téhož roku začala asistenční akce bezpečnostní policie na hranicích s Maďarskem, která trvala do 15. prosince 2011. O dva měsíce později se Rakousko stalo dočasným členem Rady bezpečnosti OSN.
V květnu 1991 začala v rámci „Kurdské pomoci“ zahraniční mise UNAFHIR (Rakouská polní nemocnice OSN v Íránu). Rakouské ozbrojené síly se svou lékařskou službou zřídily v Íránu polní nemocnici pro péči o Kurdy, kteří po druhé válce v Perském zálivu uprchli ze sousedního Iráku.
Od června do konce července 1991 (období slovinské války) došlo ke zvýšení ostrahy hranic a přesunu částí federální armády k jugoslávským hranicím: V oblasti Feldkirchen obrana proti případnému jugoslávskému vzdušnému útoku a také obrana proti tankovým formacím postupujícím přes hranice se již cvičilo, od druhého týdne cvičení i s ostrou municí. 27. června byly uvedeny do pohotovosti posádky Villach, Klagenfurt, Bleiburg, Wolfsberg, Strass ve Štýrsku, Bad Radkersburg, Fehring, Leibnitz a Feldbach a na letištích v Klagenfurtu zaujaly pozice protiletadlové jednotky vybavené ostrou municí, Graz a Zeltweg. Od noci na 29. června byly hraniční přechody zabezpečeny tanky a minovými závorami a probíhal intenzivní průzkum. V noci na 30. června byli vyzvednuti a internováni tři cizí vojáci. V důsledku toho došlo k zákazu dovolené pro všechny vojáky, zároveň byly upozorněny spolky odpovědné za případnou mobilizaci. Na vrcholu krize bylo nasazeno 7 700 vojáků, 150 tanků a 60 letadel a na hranice bylo převezeno 1 250 tun munice. Mise oficiálně skončila 31. července. Během ostrahy hranic vstoupil MiG-21 Jugoslávské lidové armády do rakouského vzdušného prostoru, otočil se poblíž Grazu a nechal rakouský vzdušný prostor nerušený. Radarový systém Goldhaube ukázal své tehdejší slabiny při odhalování nízko letícího letadla. Od této chvíle provedly stíhačky Draken několik varovných misí, v některých dnech trvale hlídkovaly vzdušný prostor poblíž hranic. Od slovinské války byla také prosazována instalace nízkoúrovňového systému sledování letu. 25. října chorvatský pilot Rudolf Perešin znovu vtrhl do rakouského vzdušného prostoru s JNA MiG-21.
V únoru 1995 se Rakousko stalo členem Partnerství pro mír. V letech 1997 a 1998 poskytovali pionýři a AFDRU (ATHUM/PL – rakouský humanitární kontingent/Polsko) pomoc u příležitosti povodní v Dolním Rakousku a Polsku. Od 19. února do 12. března 1999 poskytovala armáda pomoc po lavinovém neštěstí v Galtüru.
V červenci 1999 začala mise KFOR v Kosovu, která trvá dodnes.
Dne 1. ledna 2001 dostaly ženy příležitost vykonávat dobrovolná cvičení se zbraněmi a funkční služby i práci v domobraně.
V noci na 17. července byla kolona UCK pašující zbraně do Makedonie přepadena rakouskými vojáky KFOR v albánsko-makedonské pohraniční oblasti. Po dvou a půl hodinové přestřelce se rebelové vzdali. Rakušané zatkli deset bojovníků UCK a zabavili sedm útočných pušek AK-47, 13 brýlí pro noční vidění, zaměřovací pomůcky pro granátomety, 72 odpalovacích granátů a velké množství pěchotní munice u jedenácti zvířat. NATO oslavilo dosud největší nález zbraní v Kosovu. Turecká a britská operace na zastavení pašování zbraní v oblasti předtím selhala.
Od 1. února do 11. prosince 2002 probíhala v Afghánistánu operace ISAF. Od 7. do 28. srpna 2002 pomáhalo téměř 11 500 mužů z rakouských ozbrojených sil bojovat proti „povodni století“ v Dolním Rakousku, Horním Rakousku a Salcburku.
Od roku 2003 byl postupně zaváděn bojový stejnokroj 03, který nahradil bojový stejnokroj 75.
V srpnu 2005 proběhla další katastrofická operace kvůli alpským povodním v roce 2005. 26. října 2005 armáda oslavila 50. výročí svého založení. Při této příležitosti se na vídeňské Ringstrasse konala velká přehlídka, na které se představilo více než 4000 vojáků, 445 vozidel, téměř 200 tanků a 96 letadel.
Od 1. ledna 2006 byla základní vojenská služba zkrácena z osmi na šest měsíců. 25. července téhož roku zasáhla izraelská letecká bomba základnu OSN Chiyam v jižním Libanonu. Zabila čtyři vojenské pozorovatele OSN, včetně rakouského majora Hanse-Petera Langa (44). Major Lang byl posmrtně oceněn zvláštní cenou na akci Voják roku 2007. Útok je dodnes kontroverzní, mnozí tvrdí, že šlo o cílené zabíjení. Operační řízení ozbrojených sil převzalo 1. září nové velitelství ozbrojených sil se sídlem v Grazu a Salcburku.

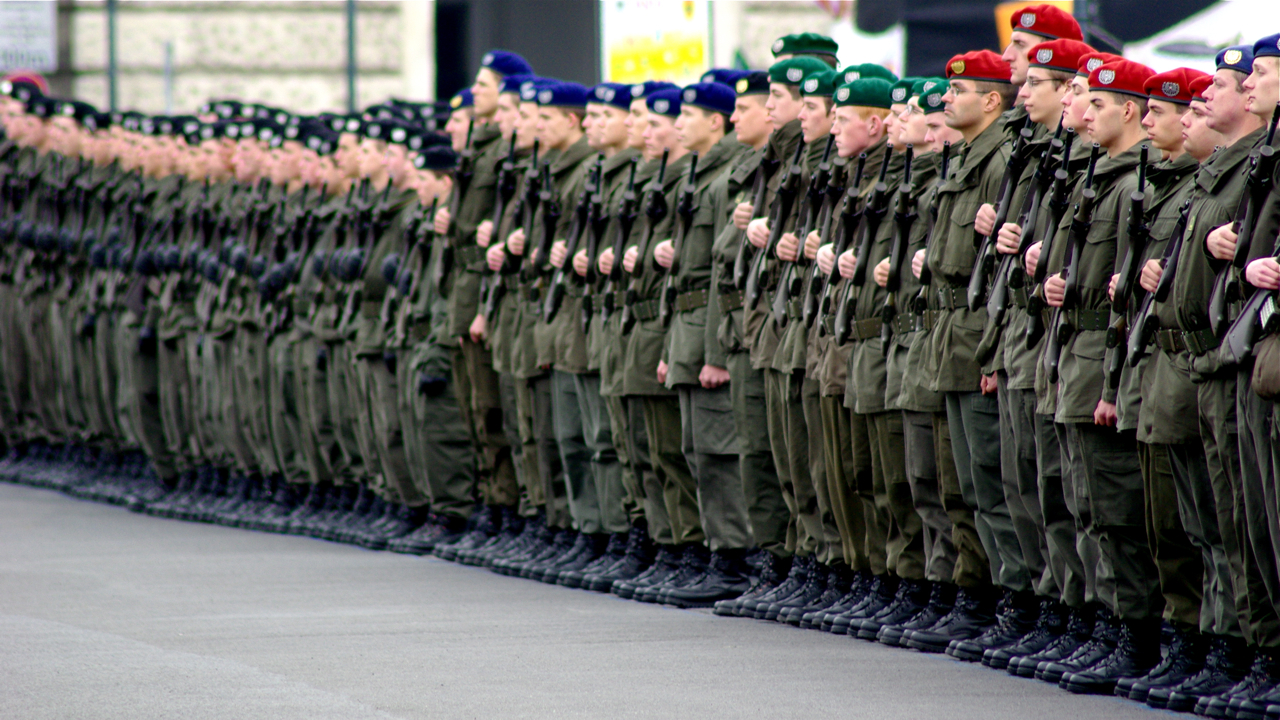
Defilé bundesheeru v roce 2008

Dne 31. ledna 2008 začala humanitární mise EU v Čadu, která trvala do konce roku 2009. Mise, podpořená mandátem OSN, byla důležitým doplňkem mise OSN v Dárfúru (UNAMID).
Od začátku roku 2009 se ozbrojené síly nacházely v extrémně napjaté finanční situaci, která byla umocněna dopady celosvětové finanční krize. Podle zpráv z tisku je v provozu pouze zlomek sil a budoucnost milice je nejistá. V reakci na tento dramatický vývoj zaslali přední armádní generálové dopis ministru obrany Norbertu Darabosovi, ve kterém poukazovali na možný kolaps armády v důsledku podfinancování. Rakousko má tradičně – v procentech HDP – jeden z nejnižších rozpočtů na obranu v Evropě i na světě.

#### Hromadná nehoda na A22
Z důvodu dýmovnice odpálené při tajném cvičení blíže rakouské dálnici A22, než dovoluje vyhláška, zde vznikla hromadná dopravní nehoda šesti aut, při které uhořela občanka ČR. Vedení rakouské armády se snažilo incident utajit, několik dní po nehodě ovšem anonymní voják vypověděl, že nehodu viděl a má souvislost kouřem z dýmovnice, který dálnici zahalil.

### Armáda 2010
Za účelem přizpůsobení armády požadavkům příštích let ustavil spolkový ministr Günther Platter (ÖVP) reformní komisi složenou z vojenských odborníků a významných rakouských osobností v čele s Helmutem Zilkem (SPÖ), jejíž zpráva byla oficiálně předána ministrem se v polovině června 2004 stal.
Jádro zprávy obsahuje následující návrhy:
- Zkrácení vojenské služby z osmi na celkových šest měsíců po skončení asistenční mise (pro federální ministerstvo vnitra) na východní hranici (bylo však nařízeno již začátkem roku 2006 z vnitropolitických důvodů)
- Částečně jsou zvažovány možnosti profesionální armády
- Snížení mobilizační síly ze současných přibližně 110 000 na přibližně 55 000 mužů
- Změny v povinnostech milicionářů
- Dva prapory (2 500 mužů) a rámcová brigáda (3 500) pro zámořské operace
- Prodej cca 40 % nemovitostí

Tato zahajovací reforma vytváří přechod od cvičné armády k operační armádě. Ten by měl být schopen s drobnými transformacemi přizpůsobit změnám v bezpečnostní politice. Hlavní pozornost bude v budoucnu upřena na mise v zahraničí, ochranu místností a objektů, asistenční operace při katastrofách a ostrahu vzdušného prostoru. V mnoha oblastech je zachována pouze určitá základní vojenská kompetence, aby bylo možné zaručit schopnost v případě potřeby růst.

### Armáda od roku 2015
Rozhodnutí Rady ministrů ze 14. září 2015 stanovilo, že k asistentovi bezpečnostní policie může být přiděleno až 2 200 vojáků. Spouštěčem přesunu jednotek k rakouské státní hranici byla uprchlická krize v Evropě z roku 2015. Za řízení operace je odpovědné Ministerstvo vnitra.
Vzhledem ke změněné bezpečnostní politice v Evropě se v červnu 2016 sešla Rada národní bezpečnosti o nové struktuře federální armády. Začátkem července 2016 schválila Rada ministrů restrukturalizaci ozbrojených sil, tzv. Armed Forces Reform 2016. Klíčovými body reformy je vytvoření čtyř velitelství, navýšení jednotek kádrové přítomnosti až na 6000 vojáků, restrukturalizace brigád Panzergrenadier a Jäger, vytvoření pěti nových praporů a modernizace vojenských velitelství. Počítá se také s posílením milice. Poprvé od roku 1978 tento reformní balíček a výsledné nové prapory vedly ke zvýšení velikosti federální armády.
V průběhu reformy bude zrušena předchozí společnost SIVBEG na využití nemovitostí a bude zastaven prodej armádních nemovitostí. Na rekonstrukci a rozšíření kasáren je plánována částka 535 milionů eur. Celkově se rozpočet na obranu zvýšil o 1,3 miliardy eur. Změněná bezpečnostní situace, terorismus, kybernetické útoky a hybridní hrozba jsou pro ministra důvodem, proč investovat do vylepšení kasáren.
Novým úkolem ozbrojených sil je od července 2016 využití armádního letounu Hercules C-130 k deportacím žadatelů o azyl. Další novou oblastí odpovědnosti je od 1. srpna 2016 monitoring některých zastupitelských úřadů ve Vídni. Ochranu majetku dosud prováděla spolková policie. Toto oficiální asistenční nasazení armádou uvolňuje vedoucí pracovníky, aby se vypořádali s uprchlíky. Kvůli „korona krizi“ vyvolané koronavirem (covid-19) byla v roce 2020 armáda nasazena nebo mobilizována v různých oblastech.

### Armáda v koronavirové krizi 2020/2021
V boji proti šíření koronaviru během pandemie covidu-19 v Rakousku, který začal na jaře 2020, byla milice poprvé částečně mobilizována za druhé republiky. Ke zprovoznění od května 2020 bylo povoláno 3000 mužů, což je kolem deseti procent všech milicionářů. Byly povolány pouze myslivecké roty (každá asi po 200 mužích), nikoli celé prapory.Operativní prezenční služba byla definitivně ukončena 31. července 2020. Ve skutečnosti bylo mobilizováno pouze 1 400 branců, kteří byli nasazeni pro ostrahu hranic, úkoly ochrany objektů, jako jsou strážci ambasády, na podporu ochrany kritické infrastruktury, jako doplněk k ředitelství státní policie a pro úkoly zdravotnických služeb na hraničních přechodech. Na začátku června 2020 bylo propuštěno 600 vojáků a posledních 800 následovalo na konci července 2020.

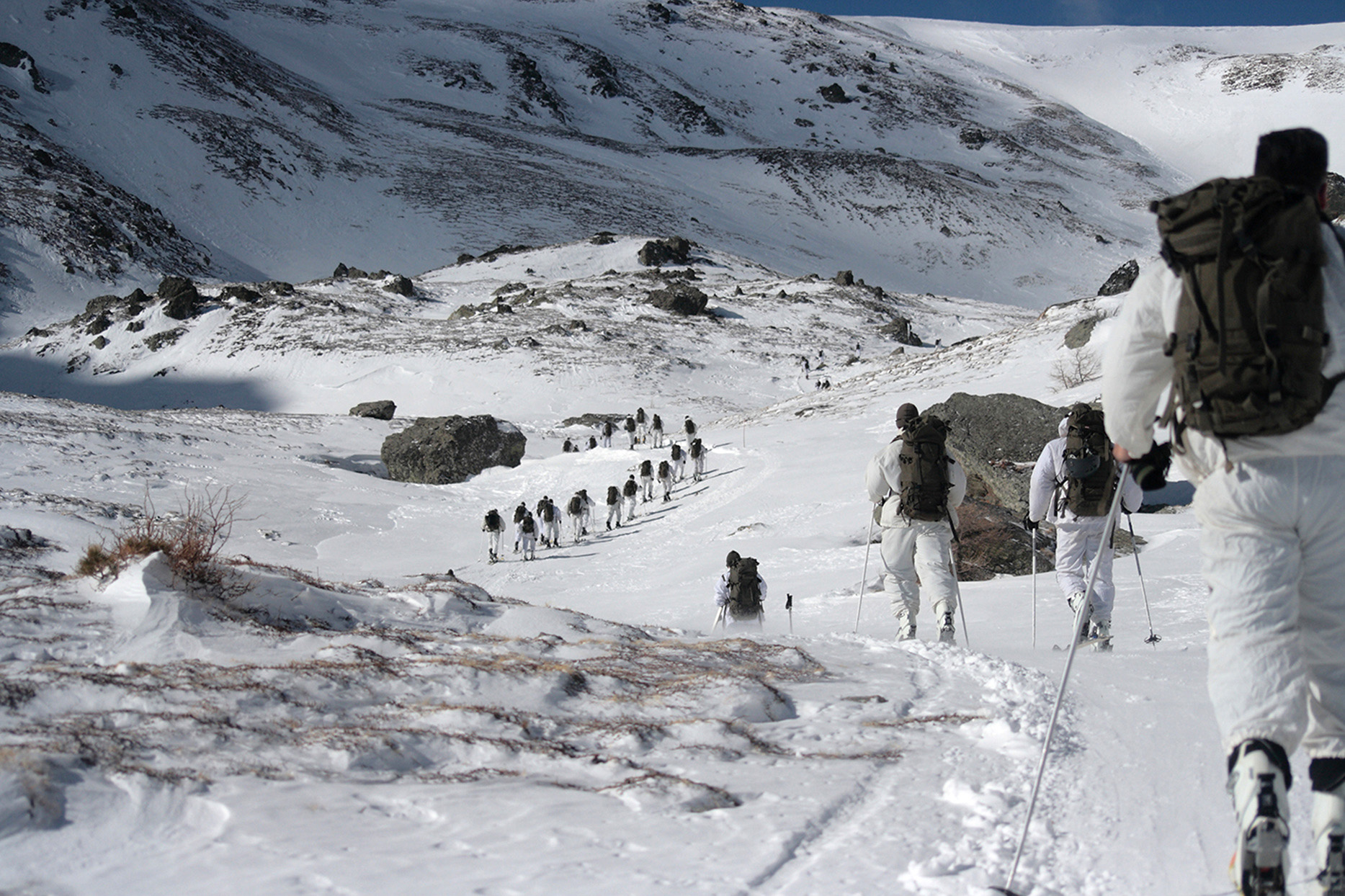
Vojáci na pochodu ve vysokých horách.

Kromě mobilizace domobrany byla nařízena služba odložené přítomnosti. Základní branci, kteří měli narukovat v říjnu 2019, kteří by byli odzbrojeni v březnu 2020, byli povinni pokračovat ve službě.
V rámci koronavirové krize v roce 2020 byla armáda nasazena na podporu úřadů při cestovním managementu, při plnění úkolů bezpečnostní policie, na státních hranicích a u vjezdů do různých nemocnic na zdravotní prohlídky. Dalších 500 vojáků bylo rozmístěno v logistických centrech řetězců supermarketů, aby zásobovali obyvatelstvo potravinami, protože logistika maloobchodu s potravinami byla dočasně pod velkým tlakem „nákupů křečků“.
Ozbrojené síly dále pomáhaly na linkách MZV, zdravotnické lince AGES a ve státních varovných centrech. Více než 70 vojenských policistů převzalo od spolkové policie úkoly ochrany objektů ve Vídni na různých zastupitelských úřadech. Asi 90 vojáků podporovalo distribuční centra rakouských lékáren tak, aby byly zaručeny dodávky léků.
Pro repatriaci Rakušanů ze zahraničí byl použit transportní stroj C130 Herkules. Koncem března 2020 byl ze zahraničního nasazení v Sarajevu transportován vrtulníkem Black Hawk do armádní nemocnice ve Vídni voják nemocný covidem-19. S-70 Black Hawk je vybaven speciálním lékařským kontejnerem "MedEvac". Další lety, např. přepravu ochranných prostředků, prováděly z pověření Ministerstva obrany Austrian Airlines.

### Vývoj v roce 2022
Kvůli neočekávané invazi ruských vojsk na Ukrajinu došlo v Rakousku k náhlému přehodnocení. Nejen ministryně obrany Klaudia Tannerová, ale i všechny strany v Národní radě volají po navýšení rozpočtu na rok 2022 na 1 % HDP. To by znamenalo, že by se rozpočet zvýšil z 2,7 miliardy EUR na 4,3 miliardy EUR. Náčelník generálního štábu Robert Brieger nyní spoléhá především na modernizaci armády.
Dosud známá opatření (potvrzená nebo ještě ne zcela rozhodnutá) jsou uvedena zde:
- Navýšení rozpočtu na 1 % v roce 2022, v následujících letech ještě vyšší
- Modernizace tankového/panzergrenadierského vojska
- Zde jsou dvě možnosti: 1. Zvýšení bojové hodnoty vozidel nebo 2. Nákup nových, modernějších modelů
- Nákup protiletadlových raket středního doletu
- Modernizace Eurofighteru (+ nákup dalších 2místných Eurofighterů je v jednání)
- Osobní ochranné prostředky pěchoty
- Mobilita pěchoty
- Obnova vrtulníkového parku
- Počáteční opatření již byla přijata při nákupu částečně vyzbrojeného Leonarda AW169M[39]
- Nákup dalších částečně vyzbrojených dronů
- Nákup protidronové obrany
- Nákup modernější munice
- Nákup druhého typu trysky
- Dvouparkový systém byl zrušen vyřazením Saabu 105Ö bez nástupce, který by v důsledku toho byl znovu zaveden

Robert Brieger navrhuje kodifikovat navýšení rozpočtu v zákoně o rozvoji ozbrojených sil, aby byl zajištěn zvýšený rozpočet i po změně vlády. Brieger zároveň ujistil, že bez ohledu na výši dodatečných prostředků je ozbrojené síly vždy vynaloží rozumně podle priorit. Zároveň počítá s tím, že vláda bude jednat rychle, protože ne všechny systémy budou kvůli velkým modernizacím v celé Evropě okamžitě dostupné.

#### Znovuzavedení povinných cvičení domobrany
Tato cvičení byla zrušena v roce 2006, což je již léta ostře kritizováno mnoha odborníky. Se znovuzavedením povinných cvičení domobrany by branci po 6 měsících základní vojenské služby trávili v budoucnu také 2 měsíce na cvičeních domobrany. Ty jsou obvykle dokončeny v průběhu příštích 20 let. V důsledku toho by se výrazně zvýšila mobilizační síla federální armády.
Proti znovuzavedení jsou pouze zelení, protože prodloužení GWD by muselo také rozšířit státní službu.

## Zahraniční mise federálních ozbrojených sil
Rakouské ozbrojené síly se od roku 1960 účastní mezinárodních mírových operací s kontingenty (AUCON – rakouský kontingent):
- 1960–1963: Kongo – UNOC
- 5 lékařských kontingentů OSN, 232 mužů
- 1964–1973: Kypr – UNFICYP
- 1 lékařský kontingent OSN, 54 mužů
- Od roku 1967: Izrael
- UNTSO, měnící se síla, aktuálně (2020) 5 mužů
- 1972–2001: Kypr – UNFICYP
- 1 pěší prapor, 283 mužů
- 1973: Egypt – UNEF II
- 1 prapor OSN, 602 mužů
- 1974–2013: Golanské výšiny (Sýrie) (Izrael) UNDOF (UNDOF AusBatt)
- 1 prapor OSN, 720 mužů (1973), později 373 mužů (do června 2013)
- 1976: Itálie
- Pomocná operace federální armády po zemětřesení ve Friuli
- 1988: Arménie
- Pomocná operace federální armády po zemětřesení v Arménii
- 1991: Írán
- UNAFHIR Pomocná operace federální armády pro uprchlický tábor, kurdská pomoc
- Od roku 1991: Západní Sahara
- MINURSO, 2 muži
- 1996: Bosna a Hercegovina – IFOR
- 3 transportní vlaky, ~300 mužů
- 1996-1999, 2004: Bosna a Hercegovina - SFOR
- dopravní jednotka, 180–250 mužů; (2004: 1 rota, 150 mužů)
- 1996–2001: Bosna a Hercegovina – UNMIBH
- 1 zásobovací rota, zásobování dílů, 259 mužů
- 1999: Albánie ATHUM/ALBA
- Pomocná operace armády pro uprchlický tábor
- Úprava pitné vody – polní nemocnice
- Od roku 1999: Kosovo – KFOR
- 1 pěší kontingent, 436 mužů
- 1999: Turecko
- 1 kontingent AFDRU, 113 mužů
- 2002: Afghánistán
- Rozmístění dvou kontingentů v rámci ISAF (AUCON/ISAF)
- 2003: Írán
- Pomocná operace AFDRU po katastrofě zemětřesení
- Od roku 2004: Bosna a Hercegovina
- Operace EUFOR Althea, 280 mužů
- 2005: Srí Lanka
- Jednotka úpravy pitné vody AFDRU, 60 mužů po katastrofě tsunami
- 2005: Afghánistán
- Rakouští vojáci pro bezpečnost při volbách, max. 100 mužů (AUCON/ISAF)
- 2005: Pákistán
- Jednotka AFDRU pro úpravu pitné vody po zemětřesení století, 60 mužů
- Od roku 2005: Demokratická republika Kongo
- EUSEC, 1 muž
- 2007: Řecko
- Letadla, vrtulníky a vojáci pro boj s lesními požáry, 26 mužů
- 2007-2011: Nepál
- UNMIN, 2 mužiVoják Jagdkommanda ve vrtulníku
- od roku 2008: Gruzie
- EUMM, 5 mužů
- 2008–2010: Čad

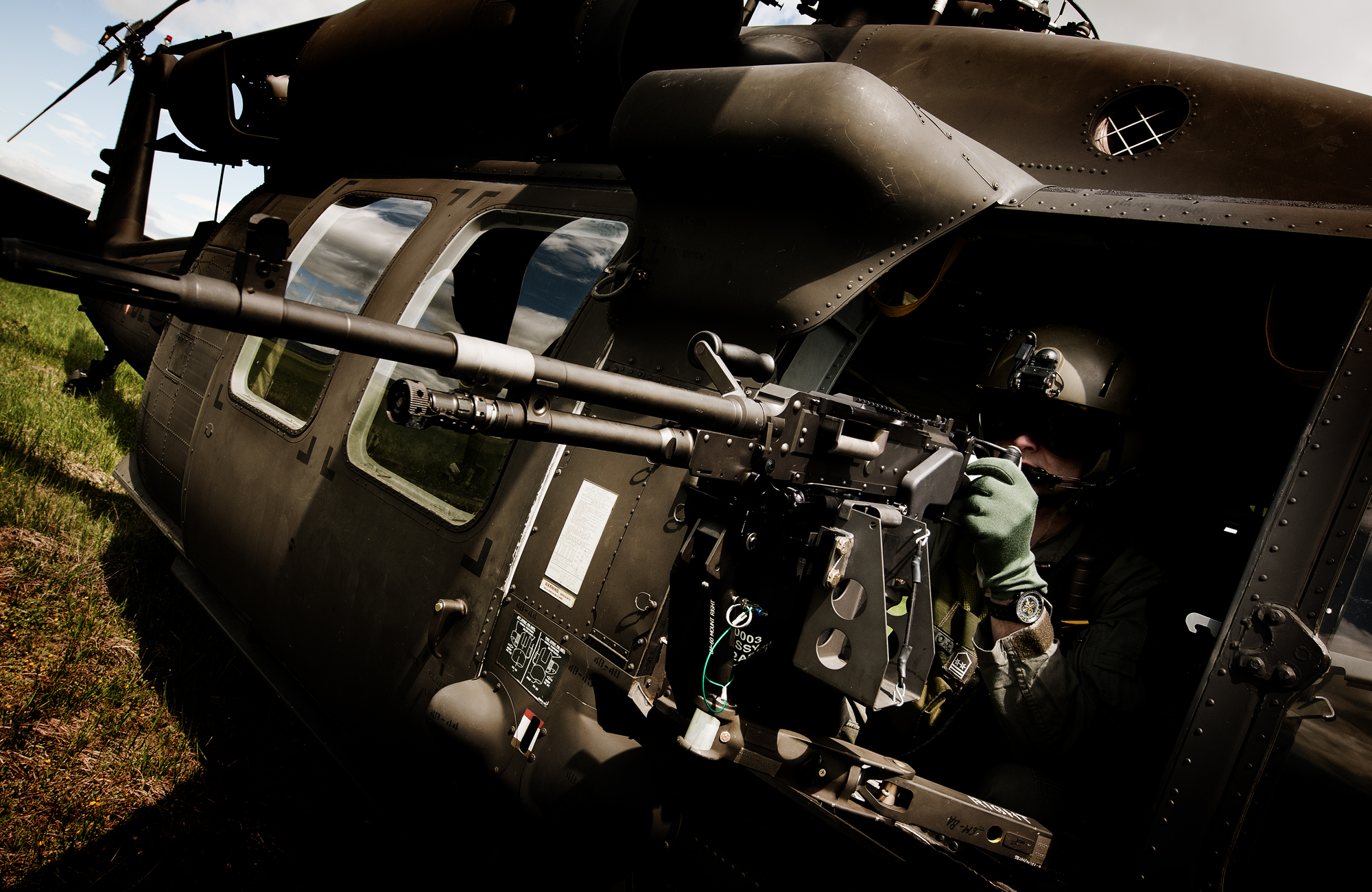
Voják Jagdkommanda ve vrtulníku

- EUFOR Tchad/RCA, 160 mužů (do 15. března 2009)
- MINURCAT, 126 mužů (do 31. prosince 2009)
- Od roku 2011: Libanon
- Dopravní společnost UNIFIL, 150 mužů
- Od roku 2013: Mali
- EUTM Mali, 8 mužů

## Poslání a úkoly
Úkoly spolkové armády jsou podle čl. 79 Spolkové ústavy zpívaný (B-VG) a § 2 odst. 1 branného zákona. Ozbrojené síly pak kromě vojenské obrany státu zodpovídají za udržování vnitřní bezpečnosti a poskytování pomoci v případě katastrof a účast na misích v zahraničí. Aby se bylo možné účastnit operací EU v rámci společné zahraniční a bezpečnostní politiky EU, byl do federální ústavy začleněn článek 23f (Petersbergské úkoly).
Vojenský rozkaz je třeba kvalifikovat jako pokyn ve smyslu článku 20 B-VG. Proto i v armádě platí čl. 20 odst. 1 věta 3 B-VG: Podřízený orgán může odmítnout uposlechnout pokyn, pokud pokyn vydal buď nekompetentní orgán, nebo by jeho splnění porušilo ustanovení trestního zákona.

## Organizace ozbrojených sil

### Mírová organizace a operační organizace
Mírová organizace: V dobách míru se ozbrojené síly scházejí za účelem cvičení a asistenčních operací. Aby bylo možné rychle reagovat na vnitřní teroristické útoky, žádosti o pomoc civilních úřadů (povodňové škody, laviny atd.) i změny v nejbližším okolí Rakouska, je nasazeno kolem 10 000 mužů s konkrétními spolky a jednotkami. vytvořené naopak použít. Jednotky se dělí na tzv. jednotky přítomnosti managementu (KPE, 100 % obsazeno), jednotky rámcového managementu (KRE, 50 % obsazeno) a rámcové jednotky (RE, 30 % obsazeno).

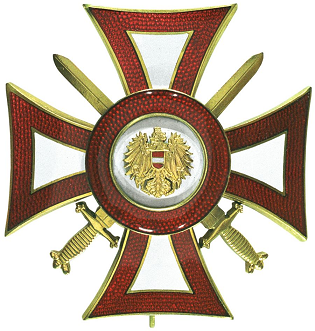
Odznak za vojenské zásluhy

Operativní organizace: Ve vojenských operacích národní obrany se organizace ozbrojených sil může změnit z mírové organizace na operační organizaci. Ta se od mírové organizace liší tím, že do ní patří i branci domobrany, čímž se celková síla armády značně zvyšuje. Jednotky KR a R a strukturované jednotky domobrany jsou naplněny milicionáři.
Přechod od udržování míru k operační organizaci probíhá prostřednictvím mobilizace. Všichni vojáci mobilizovaní do operace pak vykonávají operační prezenční službu. Spolkový ministr obrany státu a navíc spolkový prezident mají právo využívat milicionáře k operační prezenční službě až do celkového počtu 5 000 mužů (v rámci zmocnění uděleného spolkovou vládou).

### Politicko-vojenské vedení
Armáda je součástí rakouské spolkové správy a podle článku 80 spolkové ústavy je pod nejvyšším velením spolkového prezidenta. Pravomoc velet federální armádě, pokud to není v pravomoci spolkového prezidenta, vykonává spolkový ministr národní obrany. Spolkový ministr obrany v zásadě vykonává velení nad orgány federálních ozbrojených sil prostřednictvím jejich velitelů a vedoucích pracovníků
Jediné současné rakouské vojenské vyznamenání je Odznak za vojenské zásluhy.

## Struktura

### Pozemní síly
3. mechanizovaná pěší brigáda (Mautern)
- 3. štábní prapor (Mautern)
- 33. tankový prapor (Zwölfaxing)
- 35. pěší prapor v (Grand Central)
- 19. prapor (Pinkafeld)
- 3. průzkumný a dělostřelecký prapor (Mistelbach)
- 3. ženijní prapor (Mautern)

4. mechanizovaná pěší brigáda (Ebelsberg)
- 4. štábní prapor
- 4. průzkumný a dělostřelecký prapor
- 12. prapor
- 14. tankový prapor
- 13. mechanizovaný pěší prapor

6. myslivecká brigáda (Absam)
- 6. štábní prapor
- 23. myslivecký prapor
- 24. myslivecký prapor
- 26. myslivecký prapor
- 2. ženijní prapor

7. myslivecká brigáda (Klagenfurt)
- 7. štábní prapor
- 7. průzkumný a dělostřelecký prapor
- 17. myslivecký prapor
- 18. myslivecký prapor
- 25. myslivecký prapor (výsadkový)
- 1. ženijní prapor

### Vzdušné síly
- I. vzdušný pluk (Tulln-Langenlebarn)
- II. vzdušný pluk (Graz-Thalerhof)
- III. vzdušný pluk (Linz-Hörsching)
- Prapor protivzdušné obrany

### Speciální síly
- Jagdkommando (JaKdo) – protiteroristická jednotka

## Hodnosti
(v závorce jsou uvedeny české ekvivalenty)

### Rekruti a mužstvo (Rekruten und chargen)
- Rekrut (Vojín)
- Gefreiter (Svobodník)
- Korporal (Desátník)
- Zugsführer (Četař)

### Poddůstojníci (Unteroffiziere)
- Wachtmeister (Rotný)
- Oberwachtmeister (Rotmistr)
- Stabswachtmeister (Nadrotmistr)
- Oberstabswachtmeister (Praporčík)
- Offiziersstellvertreter (Nadpraporčík)
- Vizeleutnant (Štábní praporčík)

### Důstojníci (Offiziere)
- Fähnrich (Aspirant)
- Leutnant (Poručík)
- Oberleutnant (Nadporučík)
- Hauptmann (Kapitán)
- Major (Major)
- Oberstleutnant (Podplukovník)
- Oberst (Plukovník)
- Brigadier (Brigádní generál)
- Generalmajor (Generálmajor)
- Generalleutnant (Generálporučík)
- General (Armádní generál)